# Gaetano Starrabba
Princ Gaetano Starrabba di Giardinelli, italijanski dirkač Formule 1, * 3. december 1932, Italija.
Gaetano Starrabba je upokojeni italijanski dirkač Formule 1. V svoji karieri je nastopil le na domači dirki za Veliko nagrado Italije v sezoni 1961, ko pa je z dirkalnikom Lotus 18 odstopil v devetnajstem krogu zaradi odpovedi motorja. 

## Popoln pregled rezultatov
(legenda) (odebeljene dirke pomenijo najboljši štartni položaj, poševne pa najhitrejši krog, †-uvrščen kljub odstopu)
| Leto | Moštvo                   | Šasija   | Motor               | 1   | 2   | 3   | 4   | 5  | 6   | 7       | 8   | Prv | Toč |
| ---- | ------------------------ | -------- | ------------------- | --- | --- | --- | --- | -- | --- | ------- | --- | --- | --- |
| 1961 | Prince Gaetano Starrabba | Lotus 18 | Maserati Straight-4 | MON | NIZ | BEL | FRA | VB | NEM | ITA Ret | ZDA | -   | 0   |